# 阿尔季
阿尔季（羅馬化：Arti）是俄罗斯斯维尔德洛夫斯克州的市级镇，为该州阿尔季区行政中心及规模最大聚居地。地处斯维尔德洛夫斯克州西南部，位于伏尔加河流域乌法河及其支流阿尔佳河（Артя）汇流处，在州府叶卡捷琳堡西偏南方。附近较大城市有西北方的克拉斯诺乌菲姆斯克。
该地2022年人口有12,894人；2010年人口12,881；2002年人口13,790；1989年人口15,803。